# بازندگان بالفطره
بازندگان بالفطره (به انگلیسی: Natural Born Losers) پنجمین آلبوم استودیویی از خواننده-ترانه‌پرداز نیکول دالنگنگر می‌باشد که به‌طور دیجیتالی در ۹ اکتبر سال ۲۰۱۵ از سوی اری ارگانیزیشن ناشر مستقلی که گرایمز و جیمی بروکس بنیان‌گذاران آن می‌باشند، منتشر گردید. بازندگان بالفطره اولین آلبوم دالنگنگر می‌باشد که به‌طور حرفه‌ای در استودیو ضبط شده‌است.

## پس‌زمینه
از آنجا که انتشارات قبلی دالنگنگر همگی در خانهٔ دالنگنگر توسط خود او ضبط شده بوده‌اند بازندگان بالفطره اولین آلبوم دالنگنگر می‌باشد که در استودیو ضبط شده. خواننده-ترانه‌پرداز کانادایی گرایمز که از دموهایی که دالنگنگر برای این آلبوم منتشر کرد بسیار تحت تأثیر قرار گرفته بود، ناشر موسیقی خودش را تحت نام اری ارگانیزیشن تشکیل داد تا به دالنگنگر در تمام کردن این آلبوم کمک کند. و در این‌باره می‌گفت: «آن‌ها جوری مغزم را منفجر کردند که من به‌معنای واقعی کلمه اری را به‌وجود آوردم تا این حس را خاموش کنم زیرا شنیده نشدن این موسیقی یک جنایت علیهٔ بشریت است».

## انتشار
اری ارگانیزیشن بازندگان بالفطره را در ۹ اکتبر سال ۲۰۱۵ به‌صورت دیجیتالی منتشر کرد. اولین نسخهٔ فیزیکی این آلبوم در پاییز سال ۲۰۲۳ دیده شد. و در مقدار کم و محدودی در سی‌دی و نوار کاست فشرده شد. این آلبوم نخستین‌بار در قالب ال‌پی در در ۲۲ نوامبر ۲۰۲۴ توسط فروشگاه مستقل ورتیگو وینیل منتشر شد.

## بازخوردها
ایان گورملی از وب‌سایت اکس‌کلیم! به این آلبوم از ۱۰ ۷ ستاره داد و نوشت که: «این آلبوم نشان می‌دهد که خواننده از تقلیدها و ترکیب‌های فرهنگی سبک تامبلرکر گذشته‌اش فاصله گرفته و به جهان درون‌گراتری روی آورده؛ و همین موضوع باعث شده این آلبوم، خودمانی‌ترین اثر او تا به امروز باشد. اگرچه کیفیت صدا بهتر شده، اما او ساختار را ساده نگه می‌دارد و تنها وقتی لازم باشد از گیتارهای کشیده و ضربات قوی درام بهره می‌برد. او با استفاده از استودیو، به موسیقی‌اش حضور می‌بخشد و این یازده قطعه را با جو شناوری مزین می‌کند که به آثار جولی کروز و دیس مورتال کویل شباهت دارد.» دیوید سکلا در وب‌سایت کانسیکوئنس آو سوند اظهار داشت که «دالنگنگر در به کارگیری عناصر شناخته‌شده و تبدیل آن‌ها به چیزی رکیک و نامتعارف بسیار مهارت دارد. او تلاش نمی‌کند آب در هاون بکوبد، و نیازی هم به این کار ندارد. او در اولین اثر شگفت‌انگیزش چنان پرده‌های نگارینی از خون و خون‌ریزی بافته که جسارت ترانه‌سرایی‌اش را چند برابر می‌کند.»
هیزل کیلز از سایت پیچفورک به این آلبوم ۶٫۶ نمره از ۱۰ داد و گفت که دالنگنگر «پرتره‌ای از تمایلات جنسی شکنجه‌ای و مرگ ارائه می‌دهد که به تصویر مبهمی از از زندگی در مناطق دورافتاده شمالی گره خورده است؛ مناطق بکر در آمریکای شمالی جایی که هر چیز و هر کسی می‌تواند شکار شود. بازندگان بالفطره شبیه یک اثر ضد-پاستورالیسم شریرانه است که از دیدگاهٔ دختری سرکش روایت می‌شود که به جای نگاه رومانتیک و ساده‌لوحانه، با غم و تسلیم به زندگی روستایی‌اش می‌نگرد. دیوید ترنر از رولینگ استون به این آلبوم از ۳ ستاره از ۵ داد و خاطرنشان کرد که: «حتی محبت‌آمیزترین ترانه‌های دالنگنگر نیز حسی ناگسستنی از انزوا را با خود دارند (مثلاً قطعهٔ آلت-پاپ «تو خیلی خفنی» که شبیه یک جور رؤیای پیچیده‌است). دالنگنگر فعالیت خود را به‌عنوان هنرمندی آغاز کرد که آثارش را در اتاق خواب و در چهار دیواری کاغذدیواری‌شده‌اش ضبط می‌کرد، اما این آلبوم نشان می‌دهد که موسیقی او اکنون آمادگی رهایی از این فضای بسته را دارد.»

## فهرست ترانه‌ها
همهٔ ترانه‌ها توسط نیکول دالنگنگر نوشته شده‌است.
| فهرست ترانه‌های بازندگان بالفطره | فهرست ترانه‌های بازندگان بالفطره             | فهرست ترانه‌های بازندگان بالفطره |
| شماره                           | نام                                         | مدت                             |
| ------------------------------- | ------------------------------------------- | ------------------------------- |
| ۱.                              | «غرور شکارچی» (Poacher's Pride)             | ۲:۱۹                            |
| ۲.                              | «بدجنس» (Mean)                              | ۴:۱۳                            |
| ۳.                              | «وایت ترشینگ» (White Trashing)              | ۴:۵۴                            |
| ۴.                              | «قو» (Swan)                                 | ۲:۳۱                            |
| ۵.                              | «در سرزمین» (In the Land)                   | ۴:۲۴                            |
| ۶.                              | «خون الیگاتور» (Alligator Blood)            | ۳:۵۷                            |
| ۷.                              | «جلاد» (Executioner)                        | ۴:۲۶                            |
| ۸.                              | «سنت آمریکایی» (American Tradition)         | ۳:۳۵                            |
| ۹.                              | «فرشته‌های پورن (دوم)» (Angels of Porn (II)) | ۳:۲۳                            |
| ۱۰.                             | «شخصیت فوق‌العاده» (A Marvelous Persona)     | ۱:۱۳                            |
| ۱۱.                             | «تو خیلی خفنی» (You're So Cool)             | ۴:۱۵                            |
| مجموع مدت:                      | مجموع مدت:                                  | ۳۹:۲۹                           |

## عوامل
- نیکول دالنگنگر – سازبندی، آواز، آهنگسازی، اشعار، ضبط
- رایان گودمن – سازبندی اضافی، ضبط